# گربه‌ماهی‌های نیش‌دار
گربه‌ماهی‌های نیش‌دار (نام علمی: Noturus) نام یک سرده از تیره پیشی‌ماهیان است.